# 布洛瓦茨
布洛瓦茨是德国梅克伦堡-前波莫瑞州的一个市镇。总面积30.21平方公里，总人口1173人，其中男性582人，女性591人（2011年12月31日），人口密度39人/平方公里。